# Grand Canal du Nord
Cet article possède un paronyme, voir Canal du Nord.

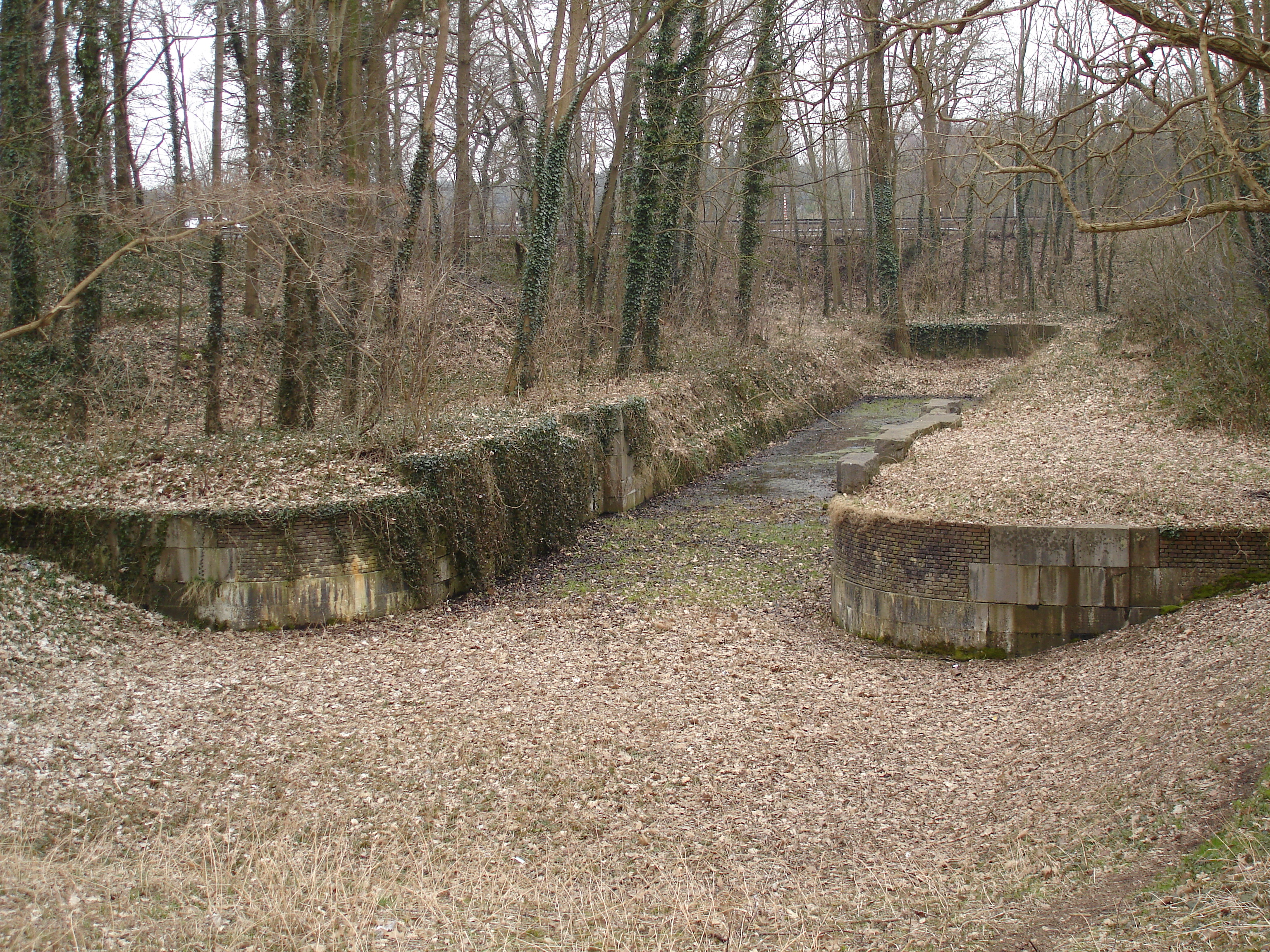
Ancienne écluse du Nordkanal à Louisenburg. Ce hameau, situé près de Herongen non loin des villes de Venlo et de Kempen, est nommé en l'honneur de l'épouse de Napoléon.

Le Grand Canal du Nord est un canal en Belgique, aux Pays-Bas et en Allemagne, commandé par Napoléon Ier pour joindre l'Escaut, la Meuse et le Rhin. Seules quelques les parties connues comme Noordervaart (dans la partie centrale de la province du Limbourg néerlandais) et Nordkanal (en Rhénanie-du-Nord-Westphalie) ont été creusées.

## Histoire
La liaison de l'Escaut, la Meuse et le Rhin sont projetés plusieurs fois. Par exemple, en 1626 on a commencé à creuser la Fosse Eugénienne entre la Meuse et le Rhin. Les guerres religieuses ont interrompu les travaux. Quelques siècles plus tard, quand toute la région était réunie dans le Premier Empire, le plan de la jonction importante a été remis.
La construction du canal a débuté en 1808, sur les ordres de Napoléon Ier. Le canal se jetterait dans l'Escaut à Anvers, dans la Meuse à Venlo et dans le Rhin à Neuss. Lorsqu'en 1810, Amsterdam et Rotterdam faisaient désormais également partie de l'Empire français, le canal était devenait inutile. Les travaux cessèrent avant même que le canal ait une profondeur suffisante ; plusieurs milliers d'ouvriers se trouvaient au chômage.
Il y avait aussi une rigole pour alimenter la partie entre l'Escaut et la Meuse, nommée Rigole Navigable du Grand Canal du Nord. Elle débutait près de Maastricht et atteignait le principal canal à Lozen, près de Bocholt. Après, on a utilisé le lit de cette rigole et une partie du principal canal pour le Zuid-Willemsvaart. Pour le Canal Bocholt-Herentals, on a aussi suivi partiellement l'ancien canal non achevé.

## Noordervaart (aux Pays-Bas)
Le Noordervaart rectiligne s'étend sur 15 km entre Nederweert et Beringe, où il se termine en cul-de-sac. Il commence à Nederweert, au carrefour avec le Zuid-Willemsvaart et le Canal de Wessem à Nederweert. En 1853, l'entrepreneur Jan van der Griendt, fondateur des colonies de tourbières de Griendtsveen et Helenaveen, faisait approfondir le Noordervaart.
Il a aussi fait creuser le Helenavaart, afin de permettre le transport de la tourbe, et d'améliorer l'évacuation des eaux de la région du Peel. Ce canal part vers le nord, comme le Canal de Deurne. Vers le sud, il y a aussi le Neerskanaal ou Uitwateringskanaal, qui permet de rejoindre la Meuse, entre Neer et Beesel.

## Nordkanal (en Allemagne)
Le Nordkanal n'est employé qu'entre Viersen et Neuss, bien qu'il soit réalisé presque complètement. Les Belges ont voulu créer cette liaison plusieurs fois, mais par manque de coopération néerlandaise on n'a jamais pu achever ces plans non plus. Le long du petit canal on a ouvert un chemin pour bicyclettes, sous le nom de Fietsallee am Nordkanal.

## Source
- (nl) Cet article est partiellement ou en totalité issu de l’article de Wikipédia en néerlandais intitulé « Noordervaart » (voir la liste des auteurs).
- Images du Noordervaart et Nordkanal
- Fietsallee am Nordkanal (site allemand et néerlandais)